# 리플레이 (영화)
《리플레이》(영어: American Folk)는 2017년 공개된 미국의 드라마 영화이다. 데이비드 하인즈가 감독, 각본, 편집을 맡았다.

## 출연

### 주연
- 조 퍼디 - 엘리엇 역
- 앰버 루바스 - 조니 역

### 조연
- 크리샤 페어차일드 - 스코티 역
- 데이비드 파인 - 데일 역
- 브루스 비티 - 마이크 역
- 엘리자베스 데니히 - 앤 역
- 미란다 라다운 힐 - 비앙카 역
- 애마 태처 - 에밀리 역
- 홀거 몬카다 주니어 - 알레한드로 역
- 로렌스 맨들리 - 딜런 역
- 줄리안 고팔 - 카를로스 역
- 브래드퍼드 반스 - 지미 역
- 폴 화이트 - 파고 역
- 미셸 웨스트 - 켈리 역
- 메리앤 스트로스너 - 캐스린 역
- 노아 크래프트 - CHP 장교 역

## 기타
- 수입사 :  모쿠슈라픽쳐스

## 수상
- 2017년 제43회 시애틀국제영화제 후보 새로운미국영화 경쟁
- 2017년 제32회 산타바바라 국제영화제 후보 독립영화경쟁, 월드 프리미어
- 2020년 제16회 제천국제음악영화제 후보 홈커밍데이